# 앨버트 코디 웨더마이어
앨버트 코디 웨더마이어(영어: Albert Coady Wedemeyer)는 미국 육군의 사령관이다.
제2차 세계 대전 당시인 1943년 10월부터 종전까지 동남아시아 전역에서 복무했다. 이전에 그는 노르망디 상륙의 주요 세부사항을 계획하는 전쟁계획관의 주요 간부 중 한 명이었다. 1942년 봄 그는 조지 마셜 장군의 상담관이었고, 그는 런던으로 가서 조지 마셜 장군과 함께 미국의 유럽 침공에 영국이 적극적으로 지지해줄 것을 설득했다. 웨더마이어는 완강한 반공주의자로, 1944년부터 중국에서 복무하는 동안 장제스의 참모총장으로 일하며 중국 내 모든 미군 병력을 지휘했다. 웨더마이어는 제2차 국공내전 발발시 중화민국이 마오쩌둥과 맞서 싸우는 것을 지지했고, 1947년 해리 S. 트루먼 대통령은 그를 중국으로 보내 미국이 취해야 할 행동들에 대한 보고서를 작성시켰다. 냉전 기간 동안 그는 베를린 공수의 주요 지지자였다.